# صبحگاه خونین (فیلم تلویزیونی)
صبحگاه خونین نام یک فیلم ویدئویی تلویزیونی (تله‌فیلم) به کارگردانی «فرامرز باصری» است که در سال ۱۳۶۹  تهیه و از شبکه یک سیمای جمهوری اسلامی ایران  پخش گردید.

## خلاصه داستان
این فیلم تلویزیونی، دربارهٔ گروهی از قاچاقچیان مواد مخدر است که به پاسگاه حرمک و زاهدان حمله می‌کنند و متواری می‌شوند. «سروان بهمنی» فرمانده پاسگاه، با کمک سه مأمور ویژه که از تهران گسیل شده‌اند، به تعقیب قاچاقچیان پرداخته و در پایان، آنان را در «قلعه نارو» بدام می‌اندازند.

## بازیگران و عوامل تولید

### بازیگران
- چنگیز وثوقی
- بیوک میرزایی
- سارا خوئینی‌ها
- ایرج طهماسب
- شاپور بخشایی
- حسین معلومی
- تورج مهرزاد
- غلامرضا اصانلو
- مهناز دولت‌آبادی
- داوود غفاری
- کشاورز باصری
- رضا صادقی
- محسن محمدی
- نصرت ولی‌پور